# Эвартс, Уильям Максвелл
Уильям Максвелл Эвартс (англ. William Maxwell Evarts; 8 февраля 1818 — 28 февраля 1901) — американский юрист и политический деятель, член Республиканской партии (фракция «полукровок»). Родился в Бостоне и был сыном американского писателя Джеремайи Эвартса и внуком Роджера Шермана, подписавшего Декларацию независимости США. В течение своей политической карьеры занимал несколько высших политических постов, в том числе посты Генерального прокурора США и Государственного секретаря США. Также отвечал за сбор средств для постройки пьедестала статуи Свободы.